# Mieczyslaw Karlowicz
Mieczyslaw Karlowicz (født 11. december 1876 i Vishneva, Hviderusland - død 8. februar 1909 i Tatrabjergene, Polen) var en polsk komponist og dirigent. 
Karlowicz studerede komposition i Warszawa, og senere i Berlin. Han studerede direktion hos Arthur Nikisch fra (1906-1907). Karlowicz har skrevet en symfoni, violinkoncert, orkesterværker, kammermusik, operaer ,sange og musik til mange instrumenter. Han er i dag nok mest kendt for sine orkesterværker. Han komponerede i senromantisk stil, og var inspireret af Pjotr Ilitj Tjajkovskij og Richard Wagner. Karlowicz opnåede en personlig stil, udtrykt i sin harmoniske og orkestrale opfattelse. 
Han døde i en lavineulykke på en skitur i en alder af 32 år i Tatrabjergene. 

## Udvalgte værker
- Symfoni  (i E-mol) "Genfødsel"  (1900-1902) - for orkester
- Violinkoncert  i a-dur (1902) - for violin og orkester
- Serenade i c-dur (1897) - for strygeorkester
- Litauisk rapsodi (1906) (Symfonisk digtning) - for orkester
- "Tilbagevendende bølger" (1903-1904) - for orkester
- "En trist fortælling" (1908) (Symfonisk digtning) - for orkester